# Romuald Kohutnicki

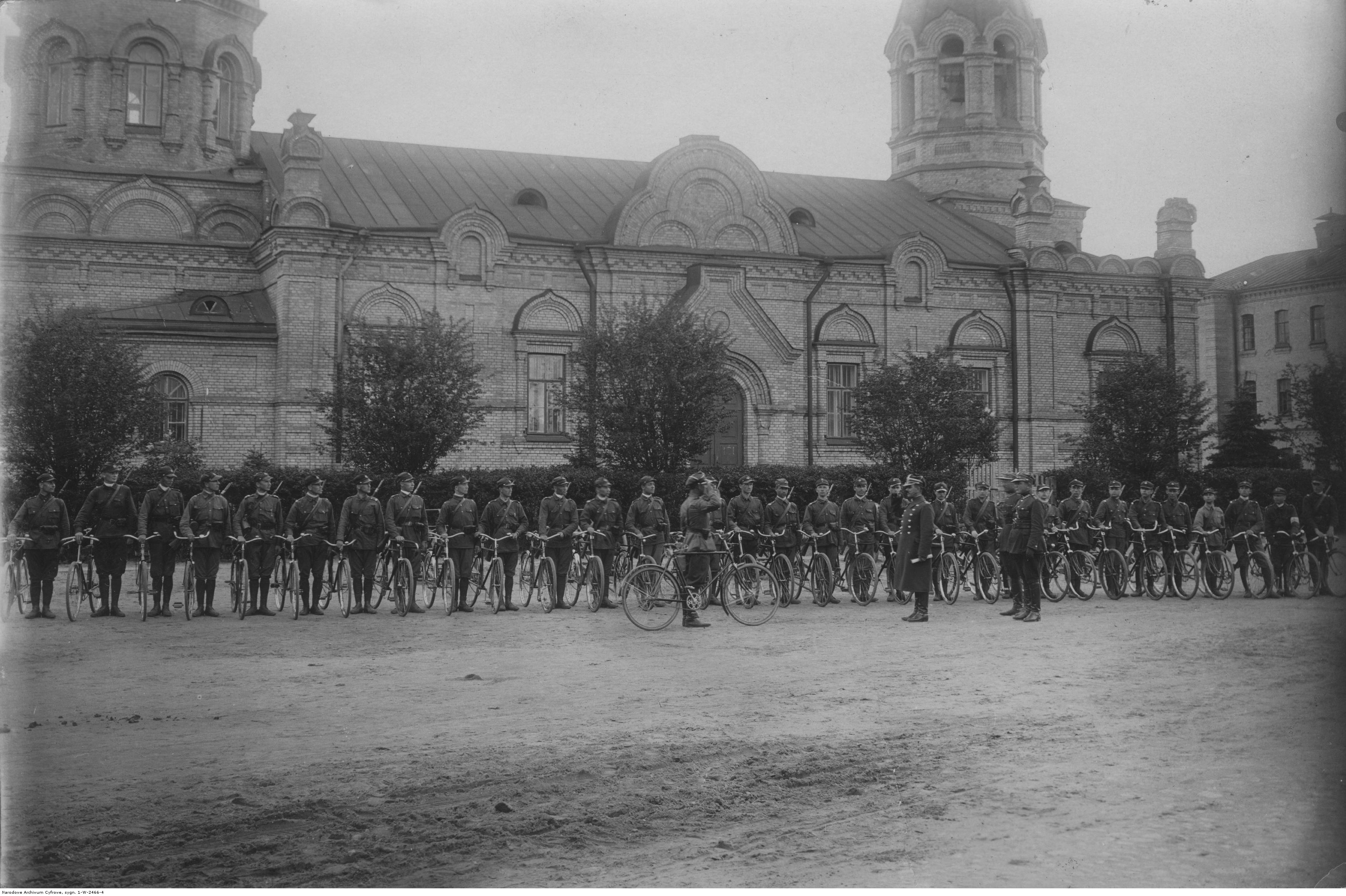
Pluton cyklistów z hufców szkolnych z Państwowego Gimnazjum w Prużanie przybyły do Słonimia na ćwiczenia dywizyjne. Raport powiatowego komendanta WFiPW przyjmuje płk Romuald Kohutnicki d-ca 80 pp

Romuald Kohutnicki (ur. 20 lutego 1889 w Kijowie, zm. 30 czerwca 1972 w Wesołej) – pułkownik piechoty Wojska Polskiego, działacz niepodległościowy, kawaler Orderu Virtuti Militari.

## Życiorys
Urodził się 20 lutego 1889 w Kijowie, ówczesnej stolicy guberni kijowskiej, w rodzinie Jana i Aleksandry z Bratkowskich. Był starszym bratem Władysława (1893–1982), kapitana Wojska Polskiego i kawaler Orderu Virtuti Militari.
Romuald uczęszczał do szkół w Lipowcu, Żytomierzu i Charkowie. W 1907 wstąpił do Odeskiej Szkoły Wojskowej (ros. Одесское военное училище). W 1910 został mianowany podporucznikiem. Oficer Armii Imperium Rosyjskiego i I Korpusu Polskiego w Rosji. Od grudnia 1918 na Syberii dowodził 3 pułkiem strzelców polskich. W sierpniu 1920, w czasie Bitwy Warszawskiej, był szefem sztabu 11 Dywizji Piechoty. Od 1 września 1920 dowodził 29 pułkiem piechoty w Kaliszu. 3 maja 1922 został zweryfikowany w stopniu podpułkownika ze starszeństwem z dniem 1 czerwca 1919 i 170. lokatą w korpusie oficerów piechoty. 20 czerwca 1923 został wyznaczony na stanowisko dowódcy 38 pułku piechoty w Przemyślu. Z dniem 15 września 1923 został przeniesiony do 15 pułku piechoty „Wilków” w Dęblinie na stanowisko dowódcy pułku. Z dniem 1 września 1925 został czasowo przeniesiony do dyspozycji dowódcy Okręgu Korpusu Nr I z pozostawieniem przy Komendzie Obozu Warownego „Dęblin”. W styczniu 1926 został przydzielony do dowództwa 1 Dywizji Piechoty Legionów w Wilnie na stanowisko oficera Przysposobienia Wojskowego. Od 7 sierpnia 1927 do 16 października 1935 dowodził 80 pułkiem piechoty w Słonimiu. 1 stycznia 1928 prezydent RP nadał mu z dniem 1 stycznia 1928 stopień pułkownika w korpusie oficerów piechoty i 9. lokatą. Od 2 lutego do 5 maja 1928 był słuchaczem III unitarno-informacyjnego kursu dla podpułkowników i pułkowników, kandydatów na dowódców pułków, względnie dowódców pułków w Doświadczalnym Centrum Wyszkolenia w Rembertowie. Ówczesny komendant Centrum, generał brygady Wacław Dziewanowski wydał o nim niezbyt pochlebną opinię: „interesował się pracą na kursie, zrobił pewne postępy, ale na ogół wykazał poziom przeciętny, a raczej nawet słaby we wszystkich przedmiotach”. Za 1932 otrzymał ocenę ujemną. Dowódca Brygady KOP „Nowogródek” w Nowogródku. Brygadą dowodził do 1 lutego 1937, a następnie został przeniesiony do dyspozycji ministra spraw wojskowych. Inspektor amii generał dywizji Tadeusz Piskor oceniając go na stanowisku brygadiera stwierdził: „ruchliwy, przebywa w terenie, wnosi dużo zdrowego sensu i energii w pracy”. W latach 1937–1939 dowódca Obrony Przeciwlotniczej w Dowództwie Okręgu Korpusu Nr VII w Poznaniu. 13 października 1938 dowódca Obrony Przeciwlotniczej Ministerstwa Spraw Wojskowych, generał brygady Józef Zając stwierdził: „zupełnie odpowiada na stanowisku dowódcy OPL OK Poznań, które ma mniejsze i mniej skomplikowane zadania z punktu widzenia OPL. Pracuje systematycznie”.
Zmarł 30 czerwca 1972. Pochowany został na cmentarzu parafialnym w Błoniu.
Od 10 kwietnia 1928 był żonaty z Jadwigą z Szyszkowskich, z którą miał troje dzieci.

## Ordery i odznaczenia
- Krzyż Srebrny Orderu Wojskowego Virtuti Militari nr 7025[3] – 22 czerwca 1922[23]
- Krzyż Niepodległości – 2 sierpnia 1931 „za pracę w dziele odzyskania niepodległości”[24][25]
- Krzyż Oficerski Orderu Odrodzenia Polski – 11 listopada 1935 „za zasługi w służbie wojskowej”[26][27]
- Krzyż Walecznych po raz pierwszy – 1921[28]
- Krzyż Walecznych po raz drugi, trzeci i czwarty – 1923 „za czyny orężne w bojach b. 5-ej Dywizji Wojsk Polskich na Syberii”[29]
- Złoty Krzyż Zasługi – 17 marca 1930 „za zasługi na polu wyszkolenia wojska”[30][31]
- Medal Pamiątkowy za Wojnę 1918–1921[32]
- Medal Dziesięciolecia Odzyskanej Niepodległości[32]
- Medal Zwycięstwa[32]
- francuski Medal Pamiątkowy Wielkiej Wojny[32]